# Языки Гайаны
Официальным языком Гайаны является английский. Гайана является единственным государством Южной Америки, где английский язык является официальным.
Гайанский креольский (контактный язык на английской основе с африканским и/или восточноиндийским синтаксом, являющийся наречием восточнокарибского креольского языка) широко распространён в Гайане.
Число америндских языков также являются разговорными у меньшинства населения. Они включают в себя карибские языки, такие как макуши, акавайо (капонг) и вайвай; аравакские языки, такие как аравак (или локоно) и вапишана.
Другие разговорные языки включают в себя китайский, карибский хиндустани и тамильский.

## Второй и третий иностранные языки
Португальский язык всё более широко используется как второй язык в Гайане, в частности, на юге страны, граничащем с Бразилией. На голландском и французском языках говорят те, кто чаще посещают соседние Французскую Гвиану и Суринам. Французский широко преподаётся в средней школе наряду с испанским как иностранным. На испанском как на втором языке говорит меньшинство населения — это, как правило, приезжие и жители Венесуэлы.